# Schlafhygiene
Schlafhygiene (Hygiene von altgriechisch υγιεινή [τέχνη] hygieiné [téchne], deutsch ‚der Gesundheit zuträgliche Kunst‘) ist die Nutzung bestimmter Verhaltensweisen, um einen gesunden, erholsamen Schlaf zu ermöglichen oder zu fördern und damit Schlafstörungen  vorzubeugen (Prävention) oder zu beheben (Therapie). Führt das ständige Nichtbeachten von Regeln zur Schlafhygiene zu einer Schlafstörung, wird dies in der International Classification of Sleep Disorders (ICSD-2) als eigenständige Diagnose geführt. Regeln zur Schlafhygiene beinhalten die Gestaltung der Schlafumgebung und des Schlaf-Wach-Rhythmus, der Ernährung sowie Verhaltensweisen zur eindeutigen Kopplung von Schlafumgebung und Schlaf (Konditionierung).

## Ursachen von Schlafproblemen
Verschiedene psychische und körperliche Belastungen können den Schlaf stören. Dazu zählen äußere Einflüsse wie Licht, Lärm, Raumtemperatur, beengende Schlafkleidung, eine ungeeignete Matratze oder ein schlechtes Bett. Daneben können falsche Ernährung sowie Alkohol-, Nikotin- , Koffeingenuss, als auch Konsum weiterer psychogen-wirkender Substanzen (wie Medikamente) Schlafstörungen auslösen oder bestehende Probleme verstärken. Besonders Schichtarbeiter oder Personen mit sehr unregelmäßiger Arbeitszeit entwickeln Schlafstörungen, wobei dies oft erst nach häufigen Umstellungen des Schlaf-Wach-Rhythmus über längere Zeit der Fall ist.
Bei der Suche nach den Ursachen von Schlafproblemen und geeigneten Gegenmaßnahmen ist zu beachten, dass Menschen sich darin unterscheiden, wie anfällig sie gegenüber den o. a. Störungen sind und wie viel Schlaf sie überhaupt benötigen. Man hat genug geschlafen, wenn man ausgeruht und leistungsfähig aufwacht. Auch der Versuch, länger zu schlafen als eigentlich notwendig (zum Beispiel aufgrund der Überzeugung, acht Stunden seien ein zwingendes Mindestmaß), kann auf Dauer Schlafstörungen auslösen, die sich in häufigem Erwachen oder schlechter Schlafqualität äußern.
Kinder, die regelmäßig zum Schlafen geschickt werden, obwohl sie noch nicht müde sind, gewöhnen sich an schlaffremde Aktivitäten und können später eine Tendenz zu Schlafstörungen entwickeln. Verhaltenstherapeuten gehen davon aus, das Bett könne zum klassisch konditionierten Stimulus für Ängste, Schmerzen oder Strafe werden. Über operante Konditionierung könnten Schlafstörungen entstehen, wenn das Nichteinschlafen, Schreien oder Aufstehen durch Zuwendung positiv verstärkt würden.
Studien haben ergeben, dass der Biorhythmus eines Menschen auch über die Gene definiert ist. Vor allem das PER3-Gen gibt vor, ob eine Person zur Sorte der Frühaufsteher (umgangssprachlich auch Lerchen genannt) oder Spätaufsteher (Eulen) zählt. Während das PER3-Gen bei Frühaufstehern in einer langen Version vorhanden ist, besitzen Spätaufsteher eine kürzere Version dieses Gens.

## Irrige Ansichten über den Schlaf
Der Nervenarzt Volker Faust führt einige verbreitete Fehlurteile zur Schlafhygiene an:
- „8 Stunden Schlaf als Norm.“ – Richtiger wäre: 6 bis 7 Stunden oder individuell nach Bedarf.
- „Ältere Menschen brauchen mehr oder weniger Schlaf als zuvor.“ – Richtig ist: Der Schlaf wird störanfälliger.
- „Schlaflosigkeit führt zu Geisteskrankheiten.“ – Richtig ist stattdessen: Manche psychisch Kranke können nicht mehr richtig schlafen.
- „Anstrengung vor dem  Zubettgehen macht müde.“ – Richtig ist es, den Tag ausklingen zu lassen.
- „Nach einer schlechten Nacht nachschlafen.“ – Richtig ist es stattdessen, zunächst normal aufzustehen und zu arbeiten.
- „Bei Einschlafschwierigkeiten früher schlafen gehen.“ – Richtig ist stattdessen: Erst dann zu Bett gehen, wenn man müde ist.
- „Wer nachts aufwacht, soll weiter im Bett bleiben.“ – Richtig ist stattdessen: Bett vorübergehend verlassen und entspannen.
- „Wer nicht schlafen kann, soll Schlafmittel nehmen.“ – Dies ist kritisch zu sehen, denn es besteht die Gefahr der Abhängigkeit.
- „Vollmond stört den Schlaf.“ – Richtig ist es, Lichtquellen zu verdunkeln.

## Schlafhygiene im Kindes- und Jugendalter
In der frühen Kindheit ereignet sich die kognitive (geistige) Entwicklung. Mangelhafter und unregelmäßiger Schlaf kann das wachsende kindliche Hirn beeinträchtigen. Das Schlafbedürfnis der Kinder ist noch nicht mit dem Schlafbedürfnis der Erwachsenen vergleichbar. Wiederkehrendes Einschlaf-Zeremoniell, gleiche Einschlafzeit und Mittagsschlaf sind möglicherweise förderlich für das sich entwickelnde Gehirn.
Das Risiko des plötzlichen Säuglingstods wird durch eine rauchfreie Atmosphäre ebenso wie durch die Rückenlage des Babys etwas reduziert. Wenn der Säugling nicht im elterlichen Bett schläft, ist in den ersten Wochen eine Wiege oder ein Stubenwagen für das Baby angenehm. Die unmittelbare Nähe zu den Eltern gibt Geborgenheit. In den ersten zwölf Monaten sollten Kissen und andere Gegenstände, welche die Atemwege blockieren können, aus der Umgebung des Kindes ferngehalten werden.
Kinder sind sensibel gegenüber Trennungen und Schwierigkeiten in Ehe, Familie und Nachbarschaft. Jugendliche in der Pubertät tendieren dazu, später ins Bett zu gehen und länger zu schlafen.

## Liege-Positionen im Schlaf
Körperhaltungen, die im Schlaf gewohnheitsmäßig eingenommen werden, können beeinträchtigen. So können alltägliche Gelenkschmerzen von einer dauerhaft regungslos abgewinkelten Schlafposition in der Nacht herrühren, z. B. die Hand unterm Kopf. Dies beeinträchtigt Versorgung, Temperierung und „Schmiermittelverteilung“ im Ellbogengelenk, das womöglich dabei auch noch unterkühlt.
Die bevorzugte Liege-Position ist die, die beim Schlafen nicht stört. Die Fötus-Haltung (auf der Seite und eng zusammengerollt) kann zu Verspannungen führen. Die Seitenschläfer-Haltung mit Hand oder Arm unter dem Kopf kann zu Taubheitsgefühl führen. Die Bauchschläfer-Haltung kann die Lunge zusammendrücken oder die Wirbelsäule strecken, die Rückenschläfer-Haltung kann Schnarchen provozieren.

## Maßnahmen
Schlafhygienische Maßnahmen sind beispielsweise die Gestaltung der Schlafumgebung, das Einüben von Schlafritualen oder Entspannungstechniken. Auch jeden Tag (auch am Wochenende) regelmäßige Aufsteh- und Ins-Bettgeh-Zeiten (max. Abweichung 30 min) einzuhalten gehört zu den Maßnahmen: Regelmäßigkeit (nicht nur in Bezug auf die Schlafzeiten, sondern auch z. B. Essenszeiten) stellt eine notwendige Voraussetzung dafür dar, dass sich die verschiedenen biologischen Rhythmen des Körpers aufeinander abstimmen können. Die Einhaltung einer regelmäßigen Aufstehzeit ist dabei am wichtigsten, denn die Aufstehzeit ist für unsere biologischen Rhythmen der Ankerpunkt. Zudem sollten die Bettzeiten bei Schlafstörungen auf das notwendige Maß reduziert werden. Zubettgehrituale und Einschlafrituale werden auch für Kinder als hilfreich eingeschätzt.

## Beratung und Hilfe
In Schlaflaboren kann ermittelt werden, ob Schlafstörungen eine medizinische Ursache haben. Die meisten Krankenkassen bieten Broschüren zur Schlafhygiene an.